# Zaak-"maffiamaatje"
Maffiamaatje is de term die journalist Jort Kelder in 2007 gebruikte om de relatie aan te duiden tussen toenmalig advocaat Bram Moszkowicz en diens jarenlange cliënt Willem Holleeder. De uiting leidde tot een rechtszaak.
Moszkowicz was tevens de advocaat van vastgoedhandelaar Willem Endstra, die in 2004 werd vermoord. Kelder zag dat als belangenverstrengeling, omdat Endstra Holleeder van afpersing beschuldigde.
In een uitzending van het radioprogramma Stand.nl op 26 januari 2007 was Kelder aan het woord:

(...) mijn inspiratie om hier hard op in te schieten was eigenlijk omdat ik (...) twee dagen voor de dood van die Endstra, die vermoorde vastgoedman, met hem gesproken heb en toen zei hij: Het is toch ongelooflijk die Moszkowicz speelt dubbelspel, die was toen al heel goede maatjes in het vriendschappelijke met die Holleeder, die lijkt uit de stukken de man is die altijd Endstra afperste. (...) Ja kijk, dat zijn gewoon maffiamaatjes. Dat zijn vriendjes geweest altijd. (...)

Moszkowicz stelde zich gekwetst te voelen en in zijn eer als advocaat aangetast te zijn door deze aanduiding en spande een kort geding aan. De rechter deed op 15 februari 2007 uitspraak, waarbij alle vorderingen van Moszkowicz werden afgewezen: 

(...) Al deze omstandigheden wijzen op een verhouding tussen Moszkowicz en zijn cliënten Endstra en Holleeder, die verder gaat dan een strikt zakelijke relatie. Gelet op deze omstandigheden kan dan ook gezegd worden dat in het toen beschikbare feitenmateriaal, waarvan een deel al in de openbaarheid was gebracht, de door Kelder geuite beschuldiging voldoende steun vond."

Enkele dagen later legde Moszkowicz de verdediging van Holleeder neer. Voorts ging hij in beroep tegen de uitspraak. Het gerechtshof oordeelde op 24 mei 2007 dat "(...) de door Kelder gebezigde uitlating “maffiamaatje” als onrechtmatig jegens Moszkowicz moet worden aangemerkt." Alle overige vorderingen van Moszkowicz, waaronder ook deze omtrent schadevergoeding, werden echter afgewezen. Moszkowicz werd tevens veroordeeld tot het betalen van de gerechtskosten als "grotendeels in het ongelijk gestelde partij".